# Сирья (приток Кондаса)
Сирья (Сырья) — река в России, протекает в Соликамском и Усольском районах Пермского края. Левая составляющая реки Кондас (правая — Северный Кондас). Длина реки составляет 35 км. В 8 км от устья принимает слева реку Лексирья.
Исток реки в лесах у нежилой деревни Тимина в 8 км к юго-востоку от села Уролка. Исток лежит на водоразделе с бассейнами Уролки и Лысьвы. Исток и первые километры течения находятся в Соликамском районе, основное течение — в Усольском. Генеральное направление течения — юго-восток. Большая часть течения проходит по лесному массиву. Протекает село Берёзовка и деревни Большое и Малое Кузнецово, Сгорки. Притоки — Ижичер, Кликун, Чукоска, Ошвожанка (правые); Лексирья, Лащелка (левые). Сливается с Северным Кондасом, образуя Кондас, у нежилой деревни Северный Кондас. Ширина реки в нижнем течении около 15 метров.

## Данные водного реестра
По данным государственного водного реестра России относится к Камскому бассейновому округу, водохозяйственный участок реки — Кама от города Березники до Камского гидроузла, без реки Косьва (от истока до Широковского гидроузла), Чусовая и Сылва, речной подбассейн реки — бассейны притоков Камы до впадения Белой. Речной бассейн реки — Кама.
Код объекта в государственном водном реестре — 10010100912111100007512.